# Alfonso Téllez Girón, I señor de Piqueras del Castillo
Alfonso Téllez Girón (m. después de 1472), también llamado Alonso Téllez Girón o Alfonso de Valencia, señor de Piqueras del Castillo, fue caballerizo mayor de Enrique IV de Castilla, frontero en Jumilla y Hellín, y miembro del consejo de Enrique IV.
En tiempos de Juan II de Castilla fue capitán de la entonces zona fronteriza de Hellín y Jumilla.
En 1456, por donación otorgada por su primo don Juan Pacheco, I marqués de Villena, recibió la villa de Piqueras, ubicada al norte del territorio correspondiente a dicho marquesado quien también le nombró Teniente de Corregidor de Úbeda.
En 1465, Enrique IV le designó para ejercer el oficio de gobernador de Cuenca, pero el concejo protestó la entrada de este, de modo que en 1466 el obispo Lope de Barrientos fue nombrado de nuevo para el cargo. Posteriormente, en torno a 1472, ostentó el cargo de caballerizo mayor de Enrique IV, uno de los mejor remunerados de la Corte.
Fue enterrado en el Convento de los Agustinos de Castillo de Garcimuñoz (fundado por Don Juan Manuel en 1326 y asolado durante el siglo XIX tras la desamortización).

## Ascendencia
Era hijo de Juan de Valencia y de Beatriz de Acuña y Girón, hija de Martín Vázquez de Acuña, primer conde de Valencia de don Juan, y de Teresa Téllez Girón, de quien tomó el apellido. Descendía por vía paterna de los reyes Alfonso X el Sabio, Sancho IV el Bravo y  Alfonso IX de León, algunas fuentes señalan que también descendería, por vía ilegítima, de Alfonso IV de Portugal aunque hay controversia sobre ello (ver artículo sobre su padre Juan). Era hermano de Diego de Valencia, Mariscal de Castilla, y de Fernando de Valencia, Caballero de la Orden de Santiago.

## Matrimonio y descendencia
Casó con Blanca Pacheco, con descendencia.:
- Juan de Valencia
- Alfonso Téllez Girón
- Hernán Téllez Girón
- Gonzálo Téllez Girón

Le sucedió como II señor de Piqueras su hijo, Juan de Valencia, quien casó hacia 1470 con Beatriz de Villegas, hija de Mosén Diego de Villegas, comendador de la Orden de Santiago en Alhambra y nieta de Ruy Pérez II de Villegas, merino mayor de Castilla. La única hija legítima de estos, Guiomar Girón de Valencia, natural de Huete, fue la III señora de Piqueras y casó con García de Alarcón, señor de Albaladejo.
Juan de Valencia, que tuvo un hijo ilegítimo llamado Alonso, casó por segunda vez con María de Ludeña, quien le abandonó. Falleció en 1505, dejando por sucesora a su hija; esta constituyó en 1533, y por orden del Marqués de Villena, un nuevo mayorazgo junto con su marido combinando sus posesiones en Albadalejo y Piqueras, los sucesores y herederos de este mayorazgo estarían obligados a usar los apellidos «Ruiz Girón de Alarcón».
Guiomar, nieta de Alonso Téllez Girón, tuvo una numerosa descendencia: Alonso Ruiz de Alarcón, García, Hernando, María, Beatriz -quien casó Diego del Castillo, Señor de Altarejos-, Ana -esposa de don Diego Pacheco, Alcaide de Belmonte-, la madre abadesa Clara Ruiz de Alarcón, y la priora Juana Ruiz de Alarcón. El primogénito, Alonso, contrajo matrimonio con Ana Condulmario, señora de Villarejo de Fuentes con descendencia.
Con todo el legado más destacado de Guiomar fue uno de sus bisnietos: el escritor del siglo de oro Juan Ruiz de Alarcón. También desciende de ellos el XII conde de Siruela, Cristóbal Manuel de la Cueva y Carrillo de Albornoz. Asimismo recayó sobre descendientes de esta familia la herencia de los condes de Cifuentes, incluido su título en la persona de Pedro Ruiz Girón de Alarcón y Pacheco de Silva, IX conde de Cifuentes y VI señor de Piqueras y de Albadalejo, que caso primera vez con Ana de Alarcon Briceño (primos segundos), sobrina de Don Pedro Verdugo, Caballero de la Orden de Santiago y proveedor de la Armada Real en Málaga y las Torres de Granada por 1556.
Otro hijo de Alfonso Téllez Girón y Blanca Pacheco, recibió el mismo nombre que el padre, casándose con Guiomar de Sandoval en Huete. La hija de este matrimonio, Marina Girón, casó con Gómez Carrillo, hijo del virrey de Cerdeña don Íñigo López Carrillo de Mendoza, y fue madre del arcediano de Huete y canónigo de Cuenca, Alonso Téllez Girón, y de Álvaro Carrillo de Albornoz, señor de Ocentejo y Valtablado.
| Predecesor:                            | Señor de Piqueras del Castillo 1456-1472  | Sucesor: Juan de Valencia     |
| Predecesor: Alonso Pérez de Chinchilla | Teniente de Corregidor de Úbeda 1465-1466 | Sucesor: Fernán de San Martín |